# Carl Moos
Carl Moos (Monaco di Baviera, 29 ottobre 1878 – Zurigo, 9 luglio 1959) è stato un illustratore tedesco.
Assieme a Friedrich Heubner, Valentin Zietara, Emil Preetorius, Max Schwarzer e Franz Paul Glass fonda il gruppo di grafici Die Sechs.
Il lavoro di Moos si concentra soprattutto su tematiche sportive invernali.